# Ben Swift
Benjamin Ian Swift, detto Ben (Rotherham, 5 novembre 1987), è un ciclista su strada e pistard britannico che corre per il team Ineos Grenadiers. Su strada è professionista dal 2009, e si è piazzato per due volte sul podio alla Milano-Sanremo, mentre su pista ha vinto un oro ai campionati del mondo nello scratch e tre medaglie d'argento.

## Carriera

### Gli esordi
Nato a Rotherham, nel South Yorkshire, Swift iniziò a pedalare a tre anni e mezzo d'età, cominciando quindi l'attività ciclistica su pista a 12 anni di età con il club Mossley CRT. Nel 2003 fu secondo, dietro il futuro olimpionico Steven Burke, nello scratch al campionato nazionale Under-16. Tra gli juniores (Under-19) vinse il bronzo nella corsa a punti ai Giochi del Commonwealth Junior, oltre a due titoli nazionali juniores, nella corsa a punti nel 2004 e nello scratch nel 2005. Nel 2005 partecipò anche alla corsa a punti open dei campionati nazionali, concludendo al terzo posto.
Iniziò a competere anche a livello internazionale, vincendo diversi eventi nell'americana. Nel luglio del 2007 vinse la medaglia d'oro nell'inseguimento a squadre Under-23 ai campionati europei su pista di Cottbus. Fece il suo debutto insieme ai professionisti su strada nell'agosto del 2007, tra le file del team Barloworld, che lo inserì in rosa come stagista. Nel breve periodo prima della fine della stagione riuscì a vincere la classifica scalatori al Tour of Britain; nella stagione successiva non venne però confermato.
Durante il 2008 corse su strada con la squadra della Federciclismo britannica, conquistando le prime vittorie in gare UCI (Coppa della Pace, una tappa al Giro della Valle d'Aosta). Rappresentò quindi la Gran Bretagna ai Giochi olimpici di Pechino – gareggiò nella corsa in linea – e ai Campionati del mondo su strada, concludendo quarto nella corsa in linea Under-23. Dopo i mondiali firmò un contratto di due anni da professionista con la nuova squadra russa Katusha.

### 2009-2012: i primi anni da professionista

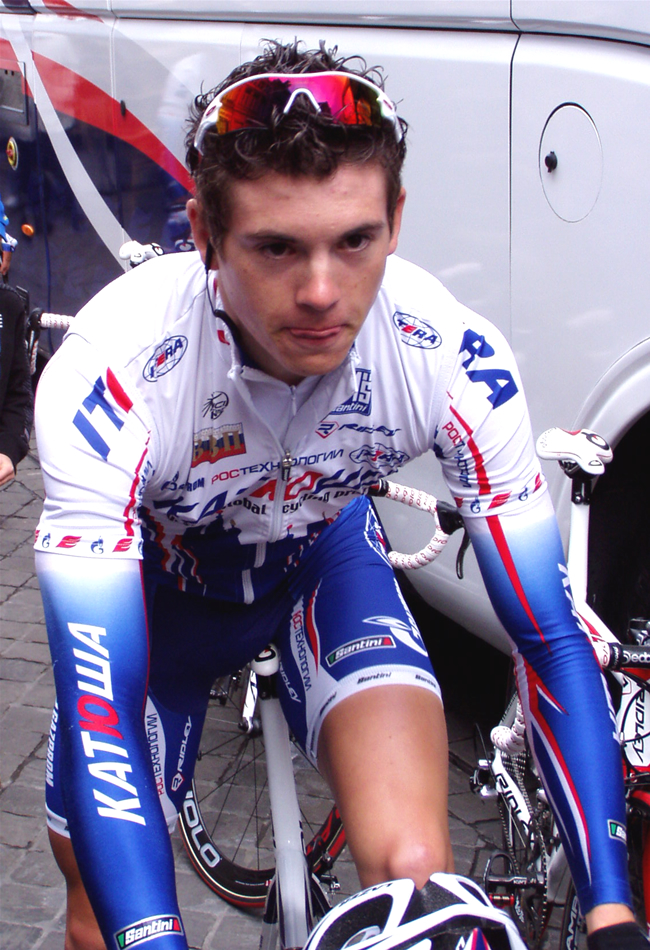
Ben Swift ai tempi della Katusha nel 2009.

Nel 2009, al primo effettivo anno da pro, si mise in luce con diversi piazzamenti su strada: concluse infatti secondo alla Nokere Koerse, poi secondo, terzo e quarto nella tappe della Vuelta al País Vasco. Scelto dal suo team per partecipare al Giro d'Italia, si classificò terzo nella seconda tappa, concludendo poi la corsa al 132º posto. Chiuse la stagione con la vittoria della settima tappa del Tour of Britain. Il suo passaggio per la stagione 2010 dalla Katusha al Team Sky, nonostante fosse ancora sotto contratto con la squadra russa, spinse l'Unione Ciclistica Internazionale a considerare nuove regole per i trasferimenti dei corridori tra i team.
Nel 2010 debuttò ai campionati del mondo su pista di Ballerup, facendo sua la medaglia d'argento nell'inseguimento a squadre. Su strada, oltre ad alcuni piazzamenti al Giro d'Austria, vinse invece una tappa e la classifica finale del Tour de Picardie, in Francia. Nel gennaio dell'anno dopo ottenne le prime vittorie nel calendario dell'UCI World Tour, aggiudicandosi la seconda e la sesta tappa del Tour Down Under in Australia (chiuderà la gara al terzo posto). Vinse poi una frazione alla Vuelta a Castilla y León, una al Tour de Romandie (altro evento UCI World Tour) e una al Tour of California.
Nel 2012 partecipò ai campionati del mondo su pista cogliendo tre medaglie, l'oro nello scratch e l'argento nella corsa a punti e nell'americana, in coppia con Geraint Thomas. Nel prosieguo di stagione conquistò il successo in due frazioni e nella classifica a punti del Tour de Pologne, e due podi di tappa alla Vuelta a España; venne anche selezionato in Nazionale per la prova in linea dei campionati del mondo su strada di Valkenburg.

### 2013-2016: i piazzamenti alla Milano-Sanremo

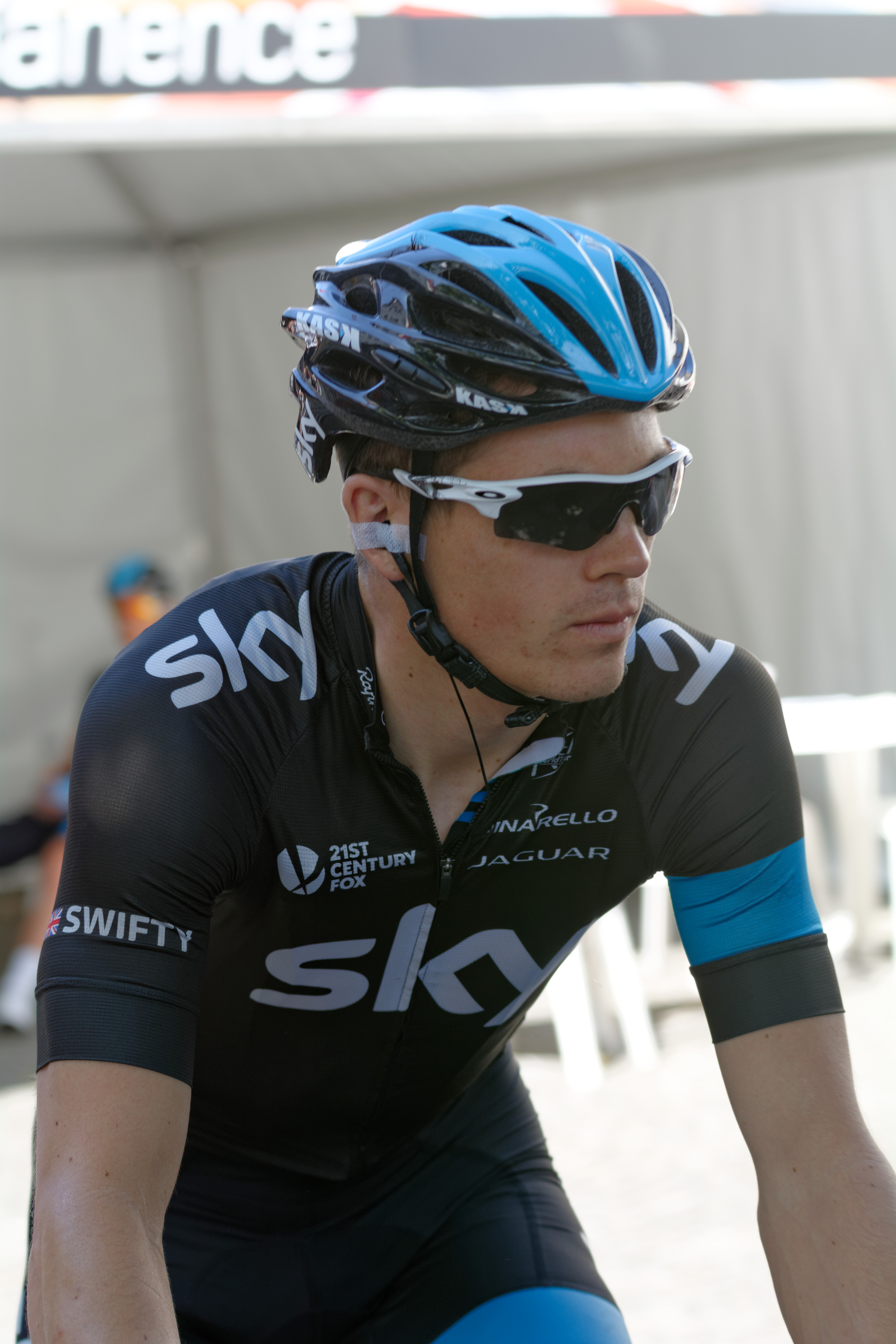
Ben Swift con il Team Sky al Tour de Suisse 2014.

Dal 2013 cominciò a dedicarsi unicamente alle gare su strada, ma in stagione non andò oltre alcuni piazzamenti, quali il terzo posto al Trofeo Palma e il terzo ai campionati nazionali a cronometro. L'anno seguente, subito dopo il terzo posto nella prestigiosa Milano-Sanremo vinta in volata da Alexander Kristoff, riuscì ad aggiudicarsi la cronometro a squadre e una frazione alla Settimana Internazionale di Coppi e Bartali, e una tappa alla Vuelta al País Vasco. Partecipò poi al Giro d'Italia, ottenendo il secondo posto nella tappa di Dublino, e si piazzò secondo nei campionati nazionali in linea e alla RideLondon Classic, e dodicesimo, miglior britannico, ai campionati del mondo di Ponferrada.
Nel 2015, dopo alcuni piazzamenti a inizio stagione, vinse una tappa alla Settimana Internazionale di Coppi e Bartali. Una caduta in maggio al Tour de Yorkshire gli causò però una lesione alla spalla, costringendolo a sottoporsi a un intervento chirurgico. Tornato alle corse in agosto, si piazzò terzo alla RideLondon Classic. L'anno dopo non colse successi, ma solo piazzamenti: podi di tappa al Santos Tour Down Under, alla Vuelta a Andalucía (in cui fece sua la classifica a punti) e alla Parigi-Nizza, il secondo posto in volata, battuto dal solo Arnaud Démare, alla Milano-Sanremo, quindi ancora podi di tappa alla Volta Ciclista a Catalunya, al Tour du Poitou-Charentes e al Tour of Britain.

### Dal 2017: il biennio alla UAE Emirates e il ritorno a Sky
Nel 2017 lascia dopo sette anni Sky per trasferirsi alla nuova UAE Team Emirates di Giuseppe Saronni, andando così ad affiancare Sacha Modolo e Andrea Guardini tra i velocisti di punta della squadra. Durante l'anno non ottiene però vittorie, partecipa comunque al Tour de France e mette a referto il secondo posto sull'Alpe d'Huez al Critérium du Dauphiné e il quinto posto ai campionati del mondo di Bergen. Anche nel 2018 non andò oltre alcuni piazzamenti Top 10, e nel 2019 tornò al Team Sky.

## Palmarès

### Strada
- 2007 (Barloworld, una vittoria)

6ª tappa Giro delle Regioni (Artena > Artena)
- 2008 (Under-23, tre vittorie)

Coppa della Pace
Coppa Giuseppe Romita
5ª tappa Giro della Valle d'Aosta (Sallanches > Ville-la-Grand)
- 2009 (Team Katusha, una vittoria)

7ª tappa Tour of Britain (Hatherleigh > Yeovil)
- 2010 (Team Sky, due vittorie)

2ª tappa Tour de Picardie (Friville-Escarbotin-Belloy > Cires-lès-Mello)
Classifica generale Tour de Picardie
- 2011 (Team Sky, cinque vittorie)

2ª tappa Tour Down Under (Tailem Bend > Mannum)
6ª tappa Tour Down Under (Adelaide)
5ª tappa Vuelta a Castilla y León (Medina del Campo)
5ª tappa Tour de Romandie (Champagne > Ginevra)
2ª tappa Tour of California (Nevada City > Sacramento)
- 2012 (Team Sky, due vittorie)

2ª tappa Tour de Pologne (Wałbrzych > Opole)
5ª tappa Tour de Pologne (Rabka-Zdrój > Zakopane)
- 2014 (Team Sky, due vittorie)

1ª tappa Settimana Internazionale di Coppi e Bartali (Gatteo > Gatteo)
5ª tappa Vuelta al País Vasco (Eibar > Markina-Xemein)
- 2015 (Team Sky, una vittoria)

2ª tappa Settimana Internazionale di Coppi e Bartali (Cesenatico > Sogliano al Rubicone)
- 2019 (Team Sky, una vittoria)

Campionati britannici, Prova in linea
- 2021 (Ineos Grenadiers, una vittoria)

Campionati britannici, Prova in linea

#### Altri successi
- 2007

Classifica scalatori Tour of Britain
Classifica scalatori Giro delle Regioni
- 2012 (Team Sky)

Classifica a punti Tour de Pologne
- 2014 (Team Sky)

1ª tappa, 1ª semitappa Settimana Internazionale di Coppi e Bartali (Gatteo a Mare, cronosquadre)
Classifica a punti Settimana Internazionale di Coppi e Bartali
- 2015 (Team Sky)

Classifica a punti Settimana Internazionale di Coppi e Bartali
- 2016 (Team Sky)

Classifica a punti Vuelta a Andalucía

### Pista
- 2004 (juniores)

Campionati britannici, Corsa a punti juniores
- 2005 (juniores)

Campionati britannici, Scratch juniores
- 2007

Campionati europei, Inseguimento a squadre Under-23 (con Jonathan Bellis, Steven Burke e Peter Kennaugh)
- 2012

Campionati del mondo, Scratch

## Piazzamenti

### Grandi Giri
- Giro d'Italia

2009: 132º
2014: 113º
2020: 18º
2022: 66º
2023: 61º
2024: 58º
- Tour de France

2011: 137º
2017: 83º
- Vuelta a España

2010: ritirato (6ª tappa)
2012: 121º

### Classiche monumento
- Milano-Sanremo

2014: 3º
2015: 13º
2016: 2º
2017: 17º
2018: 44º
2020: 31º
2021: 76º
2022: 108º
2023: 73º
2024: 113º
2025: 130º
- Giro delle Fiandre

2011: 111º
2018: ritirato
2022: 74º
2024: ritirato
- Parigi-Roubaix

2024: 58º
2025: 81º
- Liegi-Bastogne-Liegi

2016: 44º
- Giro di Lombardia

2014: ritirato
2016: ritirato
2020: ritirato
2021: 98º
2023: 103º
2024: 33º

### Competizioni mondiali
- Campionati del mondo su strada

Vienna 2005 - In linea Juniores: ritirato
Stoccarda 2007 - In linea Under-23: 75º
Varese 2008 - In linea Under-23: 4º
Mendrisio 2009 - In linea Elite: ritirato
Limburgo 2012 - In linea Elite: 60º
Ponferrada 2014 - In linea Elite: 12º
Richmond 2015 - In linea Elite: 22º
Doha 2016 - Cronosquadre: 4º
Doha 2016 - In linea Elite: 49º
Bergen 2017 - In linea Elite: 5º
Yorkshire 2019 - In linea Elite: 31º
Fiandre 2021 - In linea Elite: ritirato
Wollongong 2022 - In linea Elite: 79°
Glasgow 2023 - In linea Elite: ritirato
- Campionati del mondo su pista

Ballerup 2010 - Inseguimento a squadre: 2º
Melbourne 2012 - Scratch: vincitore
Melbourne 2012 - Corsa a punti: 2º
Melbourne 2012 - Americana: 2º
- Giochi olimpici

Pechino 2008 - In linea: ritirato

### Competizioni europee
- Campionati europei su strada

Sofia 2007 - In linea Under-23: 5°
Verbania 2008 - In linea Under-23: 4°
Glasgow 2018 - In linea Elite: ritirato
- Campionati europei su pista

Cottbus 2007 - In linea Under-23: vincitore